# Armoriale dei comuni del cantone LUX 04 - Echternach
Questa pagina contiene le armi (stemma e blasonatura) dei comuni del Cantone di Echternach in Lussemburgo.
| Stemma | Nome del comune e blasonatura |
| ------ | --- |
|        | Beaufort d'oro, alla torre aperta, merlata di cinque pezzi di rosso, murata di nero, al capo di rosso caricato di un lambello di cinque gocce d'argento                                                                          |
|        | Bech (d'argento, alla croce ancorata di nero, al capo di rosso caricato da un lambello all'antica con cinque gocce d'argento) |
|        | Berdorf xx |
|        | Consdorf (partito di rosso e d'oro, a cinque stelle a cinque punte poste in cerchio, quelle a destra d'argento, quelle a sinistra di nero e quella in punta partita d'argento e di nero)                                         |
|        | Echternach (d'argento, all'aquila di nero, armata del primo, con le ali caricate da una cotissa arcuata e trifogliata dello stesso)                                                                                              |
|        | Mompach (inquartato: nel 1° e 4° bandato d'oro e d'azzurro, alla croce ancorata di rosso; nel 2° e 3° d'argento, al leone di nero, armato e lampassato di rosso)                                                                 |
|        | Rosport (troncato ondato di rosso e d'azzurro, a due pastorali d'oro affrontati e posti in decusse, con un terzo pastorale rovesciato e rivolto posto in palo ed una croce ancorata scorciata d'argento attraversante sul tutto) |
|        | Waldbillig d'oro, alla croce ancorata di rosso; al capo di rosso caricato da una testa di volpe d'oro posta di fronte e accostata da due ferri da mulino d'argento)                                                              |